# Antanas Bagdonavičius
Antanas Bagdonavičius (Bobėnai, 1938. június 15. – 2024. március 9.) olimpiai és világbajnoki ezüstérmes, Európa-bajnok szovjet válogatott litván evezős.

## Pályafutása
A Žalgiris Vilnius versenyzője volt. Három olimpián vett részt. 1960-ban kormányos kettesben ezüstérmes, 1964-ben ötödik helyezett, 1968-ban bronzérmes lett nyolcasban társaival. 1961 és 1967 között két világbajnoki ezüst- és három Európa-bajnoki arany- és két ezüstérmet szerzett.

## Sikerei, díjai
- Olimpiai játékok
  - ezüstérmes: 1960, Róma (kormányos kettes)
  - bronzérmes: 1968, Mexikóváros (nyolcas)
- Világbajnokság
  - ezüstérmes (2): 1962 (nyolcas), 1966 (kormányos nélküli négyes)
- Európa-bajnokság
  - aranyérmes: (3): 1961 (kormányos kettes), 1965 (kormányos nélküli négyes), 1967 (kormányos négyes)
  - ezüstérmes (2): 1963, 1964 (nyolcas)